# Kodal
Kodal este o localitate din comuna Sandefjord, provincia Vestfold, Norvegia, cu o suprafață de 0,61 km² și o populație de 938 locuitori (2013).